# Dotto di Gartner
Il dotto di Gartner è un residuo del dotto di Wolff presente nel apparato genitale femminile. Si tratta di un cordoncino di natura fibrosa che si ritrova nei lati della vagina.
L'omologo maschile è l'epididimo.

## Patologia
Possono essere presenti le cisti da vestigia embrionarie.